# Розум і почуття (телесеріал, 1971)
«Розум і почуття» (англ. Sense and Sensibility) — телевізійна адаптація роману Джейн Остін 1811 року «Чуття і чуттєвість», створена BBC у 1971 році. ЇЇ сценаристом став Деніс Констандурос, а режисером — Девід Джайлз.

## У ролях
| Актор            | Персонаж                                     | Примітка |
| ---------------- | -------------------------------------------- | -------- |
| Майкл Олдрідж    | сер Джон Міддлтон (англ. Sir John Middleton) | 4 серії  |
| Шейла Баллентайн | леді Міддлтон (англ. Lady Middleton)         | 4 серії  |
| Езмі Чорч        | Мері (англ. Mary)                            | 4 серії  |
| Джоанна Девід    | Елінор Дешвуд (англ. Elinor Dashwood)        | 4 серії  |
| Ізабель Дін      | місіс Дешвуд (англ. Mrs. Dashwood)           | 4 серії  |
| Робін Елліс      | Едвард Феррарс (англ. Edward Ferrars)        | 4 серії  |
| Клайв Франціс    | Джон Віллоубі (англ. John Willoughby)        | 4 серії  |
| Кірен Мадден     | Маріанна Дешвуд (англ. Marianne Dashwood)    | 4 серії  |
| Річард Овенс     | полковник Брендон (англ. Colonel Brandon)    | 4 серії  |
| Патріша Раутледж | місіс Дженнінгс (англ. Mrs. Jennings)        | 4 серії  |
| Джо Кендалл      | Шарлотта Палмер (англ. Charlotte Palmer)     | 3 серії  |
| Пітер Лерд       | Роджерс (англ. Rodgers)                      | 3 серії  |
| Девід Стронг     | містер Палмер (англ. Mr. Palmer)             | 3 серії  |
| Девід Белчер     | Роберт Феррарс (англ. Robert Ferrars)        | 2 серії  |
| Франціс Кука     | Люсі Стіл (англ. Lucy Steele)                | 2 серії  |
| Міша де ла Мотт  | церемонімейстер                              | 2 серії  |
| Кей Ґаллі        | Фанні Дешвуд (англ. Fanny Dashwood)          | 2 серії  |
| Мілтон Джонз     | Джон Дешвуд (англ. John Dashwood)            | 2 серії  |
| Меґґі Джонз      | Ненсі Стіл (англ. Nancy Steele)              | 2 серії  |
| Кліффорд Парріш  | лікар Гарріс (англ. Doctor Harris)           | 2 серії  |
| Айлша Ґреєм      | місіс Феррарс (англ. Mrs. Ferrars)           | 1 серія  |